# Mitsumi An
Mitsumi An (蜜美 杏 (Mật-Mĩ Hạnh) 15 tháng 11 năm 2000 –) là một nữ diễn viên khiêu dâm người Nhật Bản.

## Sự nghiệp
Tháng 5/2020, cô ra mắt ngành phim khiêu dâm với tư cách là nữ diễn viên độc quyền của Prestige. Công ti chủ quản của cô là FUNSTAR PROMOTION.
Từ tháng 1/2022, cô đã kết thúc hợp đồng độc quyền và trở thành một nữ diễn viên tự do tự lập kế hoạch.
27/3/2022, cô thông báo trên trang Twitter chính thức rằng cô sẽ nghỉ việc trong nửa đầu năm (sau đã xác định là vào tháng 5), và cô đã chính thức nghỉ việc vào tháng 5.
29/8/2022, cô xếp thứ nhất trong bảng xếp hạng sàn cho thuê FANZA với phim "Chuyến công tác khu tắm bùn●Tôi bất ngờ chung phòng với cấp dưới trong trắng Một đêm quan hệ đẫm mồ hôi và cuồng nhiệt với nhân viên trong tắng người đã hứng thú với cơ thể không thể chống cự Mitsumi An" (出張先で泥●し童貞部下とまさか相部屋 酔った私の無防備な女体に発情した童貞と汗だくで貪り合った濃密な夜 蜜美杏). Tháng 9 cùng năm, cô cũng xếp thứ nhất trong bảng xếp hạng nữ diễn viên khiêu dâm sàn cho thuê FANZA.

## Đời tư
Cô sinh ra tại Tokyo.
Sở thích của cô là sử dụng mạng xã hội, và kĩ năng đặc biệt của cô là chụp ảnh tự chụp.
Cô thích xem phim khiêu dâm, và cô cảm thấy phấn khích bởi vẻ ngoài hoang dã của một nữ diễn viên đẹp, vì thế cô đã tự đăng kí khi thấy quảng cáo tìm kiếm nữ diễn viên khiêu dâm.
Người cô ngưỡng mộ là Asuka Kirara.